# Liste der Gedenktafeln in Berlin-Falkenhagener Feld
Die Liste der Gedenktafeln in Berlin-Falkenhagener Feld enthält die Namen, Standorte und, soweit bekannt, das Datum der Enthüllung von Gedenktafeln.
Die Liste ist nicht vollständig.

## Falkenhagener Feld
| Bild | Name                       | Standort            | Datum der Enthüllung |
| ---- | -------------------------- | ------------------- | -------------------- |
|      | Nuriye Bekir               | Stadtrandstraße 562 |                      |
|      | Henri Dunant               | Henri-Dunant-Platz  |                      |
|      | Vergnügungslokal Karlslust | Pionierstraße 82    |                      |
|      | NS-Opfer                   | Pionierstraße 82    |                      |
|      | Die Spektewiesen           | Maikäferweg         |                      |